# Universidad de Redlands
La universidad de Redlands es una universidad privada con sede en Redlands (California, Estados Unidos). El campus principal y residencial de la universidad está situado a una hora al oeste de Los Ángeles.

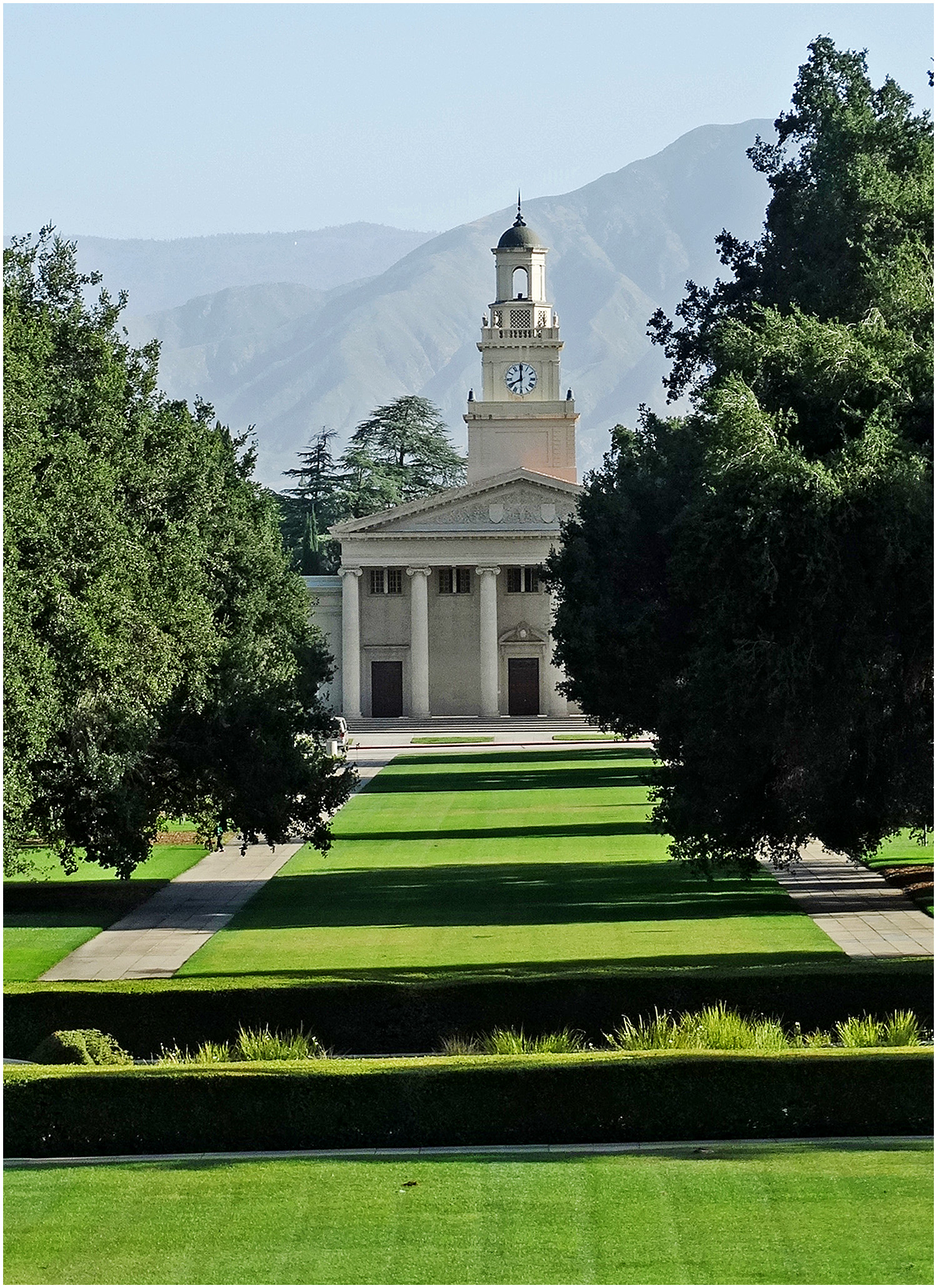
Plaza principal de la Universidad. La antigua capilla bautista.

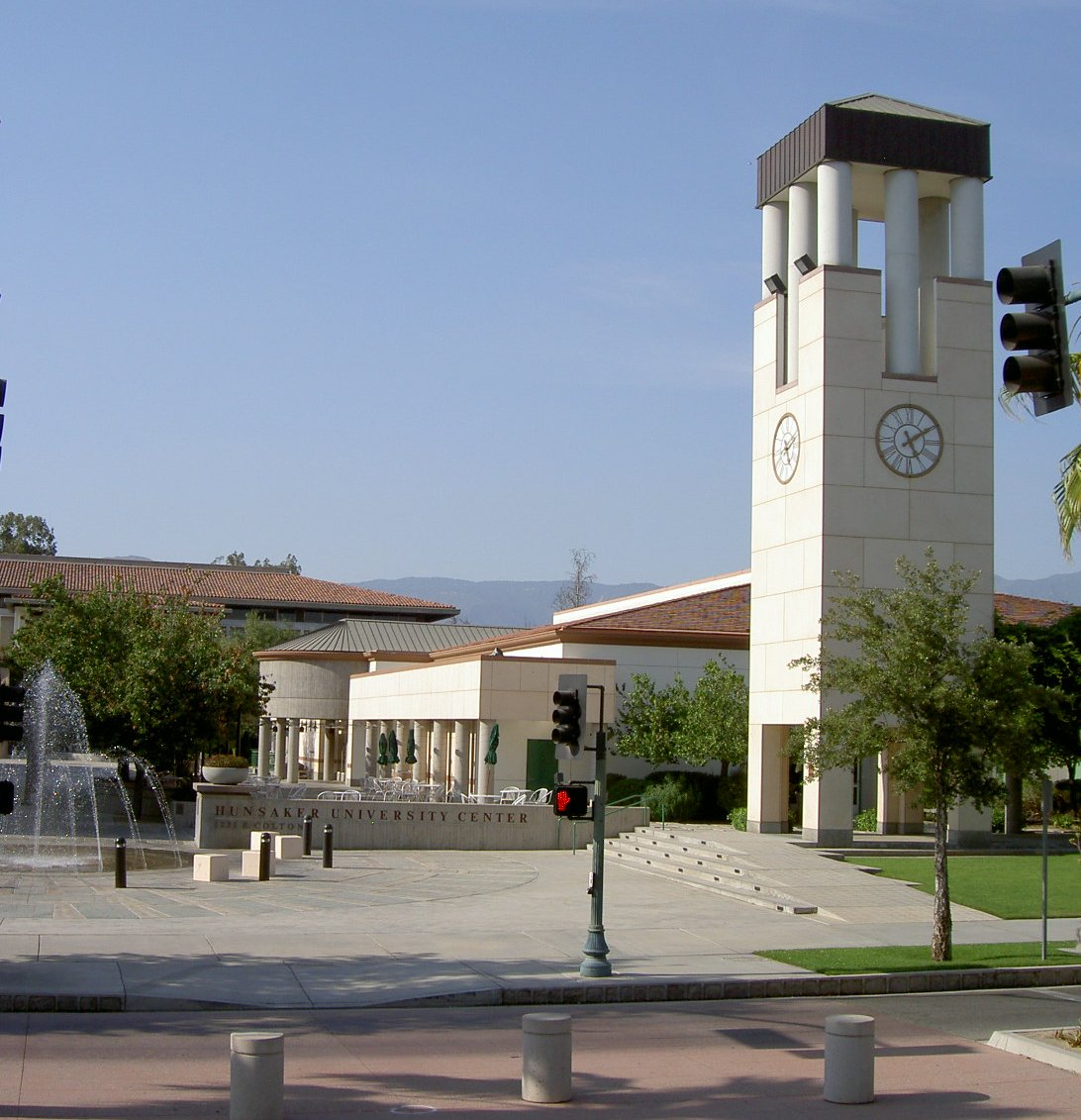
Centro Hunsaker estudiantil.

## Historia
Nueve miembros fundadores de la facultad celebraron su primer día de clases en la iglesia bautista el 30 de septiembre de 1909, con la asistencia de 39 estudiantes.
El 27 de enero de 1910, la Universidad de Redlands abrió sus puertas físicas al ocupar el edificio administrativo. Bekins Hall y la mansión del rector fueron los únicos otros dos edificios terminados.
Para 1925, la facultad contaba con 25 miembros, y el número de estudiantes ascendía a 465. Las finanzas habían mejorado en la medida en que, con una importante ayuda voluntaria, la Universidad pudo erigir 12 edificios nuevos para el final de la década. Se construyeron nuevos dormitorios, aulas, una biblioteca, y un gimnasio. Para 1928, la dotación de la Universidad era de $2592 millones, la cuarta más grande en el estado en entonces.
La década de 1950 vio otros cambios. Se establecieron casas de fraternidad por primera vez. El primer doctorado se otorgó en 1957, por Milton D. Hunnex, en Filosofía.
Estudiantes de la universidad estudian en una de varias escuelas y centros: Facultad de Artes y Ciencias (incluido el Centro Johnston de Estudios Integrativos, la Escuela de Música y el Centro de Estudios Espaciales); Escuela de Negocios (incluida la Escuela de Estudios Continuos); Escuela de educación; y Escuela de Graduados de Teología.

## Cultura y tradiciones
- La «R»: esta letra tallada en la vegetación de las montañas de San Bernardino a 34° 11′ 00″ N 117° 06′ 17″ W comenzó como una broma en 1913. Se puede ver por millas en el Valle de San Bernardino.
- Mascota: la universidad tiene un bulldog vivo que sirve como mascota oficial. La perra llamada «Adelaide» ahora tiene el título de mascota.
- Comienzo: la universidad celebra sus graduaciones anuales los jueves, viernes y sábados a fines de abril en lugar de mayo o junio.